# Макнейр, Джеймс Герберт
Джеймс Герберт Макнейр (англ. James Herbert McNair; 23 декабря 1868, Глазго — 22 апреля 1955, Иннеллан, Аргайл) — шотландский художник периода модерна: живописец-акварелист, художник-график и декоратор интерьера. Член художественного объединения «Школа Глазго».

## Жизнь и творчество
Макнейр родился в Глазго в семье военного, с 1888 по 1895 год был стажёром в архитектурном проектном бюро «Honeyman and Keppie», и именно там встретил Чарльза Ренни Макинтоша. Вместе они между 1888 и 1894 годами посещали вечерние занятия в Школе искусств Глазго, и там познакомились с сёстрами-художницами Фрэнсис и Маргарет Макдональд. Позднее Макнейр женился на Фрэнсис, а Макинтош женился на Маргарет Макдональд.
Четверо художников стали основателями группы, названной за общность эстетической программы и художественного стиля школой: «Группой четырёх» (The Group of Four), или просто «Четвёркой» (The Four), более известной под наименованием «Школа Глазго».
В 1894 году они впервые совместно выставили свои работы, вызвав оживлённое обсуждение в обществе, сделавшее группу известной. В следующем году Макнейр открыл собственную студию в Глазго, где работал проектировщиком интерьера и мебели, создавал книжные иллюстрации, акварели и плакаты. Макнейр был менее известен в сравнении с остальными членами группы, но он оказал значительное влияние как преподаватель после своего переезда в 1898 году в Ливерпуль и назначения «инструктором-проектировщиком» в местной Школе архитектуры и прикладного искусства (School of Architecture and Applied Art). Френсис также преподавала, разрабатывала модели украшений и рисунков для тканей.
В 1899 году Фрэнсис Макдональд присоединилась к Макнейру в Ливерпуле, и они поженились. Супруги писали акварели и оформляли интерьеры, в 1902 году представили «Женскую письменную комнату» (Lady’s Writing Room) на первой Международной выставке современного декоративного искусства (l’Esposizione internazionale d’arte decorativa moderna) в Турине. Посылали свои работы на выставки в Ливерпуле, Лондоне, Вене и Дрездене. Закрытие школы в Ливерпуле в 1905 году привело к постепенному закату творческой карьеры супругов. Кроме того, были финансовые потери из-за неудачных вложений. Макнейр пытался основать новую художественную школу, но вскоре был вынужден её закрыть. В 1908 году супруги вернулись в Глазго. Однако их выставки не увенчались успехом. С этого периода творчество Макнейра пошло на спад, и о его художественных работах после 1911 года ничего не известно.
В 1913 году Макнейр вместе с женой переехал в Канаду, работал на шоколадной фабрике, а затем в железнодорожной компании. С началом Первой мировой войны в 1914 году вернулся в Глазго, был почтальоном и сторожем в гараже. После смерти жены в 1921 году Макнейр уничтожил все совместные произведения, которые у него были. Затем он переехал в дом престарелых, где жил до своей смерти в 1955 году.